# حمالة صدر رياضية
حمالة الصدر الرياضية هي نوع من حمالات الصدر المصممة لتوفير الدعم اللازم للثديين أثناء ممارسة التمارين الرياضية. تتميز بمتانتها العالية مقارنة بحمالات الصدر العادية، حيث تساعد في تقليل حركة الثديين، مما يخفف من الألم والانزعاج أثناء التمارين. تلجأ العديد من النساء إلى ارتداء حمالات الصدر الرياضية لتوفير الراحة وتقليل تأثير الحركة الجسدية أثناء النشاط البدني.
تتوفر بعض الأنواع المصممة ليتم ارتداؤها كملابس خارجية أثناء ممارسة التمارين مثل الجري، في حين أن بعض الطرز الأخرى تأتي مع حشوة إضافية لحماية الثديين أثناء التمارين التي تنطوي على اهتزازات أو صدمات قوية.
يُنظر إلى حمالة الصدر الرياضية كابتكار مهم منح النساء مزيدًا من الثقة والراحة في ممارسة الرياضة، مما ساهم في إحداث ثورة في الرياضة النسائية. وفي عام 2022، تم تكريم مخترعاتها، ليزا ليندال وبولي سميث وهيندا ميلر (المعروفة سابقًا باسم هيندا شرايبر)، بإدراج أسمائهن في قاعة المشاهير الوطنية للمخترعين في الولايات المتحدة.

## الفوائد
تم تزويد جميع الرياضيات في الفريق الأولمبي البريطاني لعام 2020 بحمالات صدر مصممة خصيصًا لتوفير أقصى درجات الراحة والدعم. أظهرت الأبحاث التي أجرتها جوانا ويكفيلد-سكور أن ارتداء حمالة صدر غير ملائمة يمكن أن يؤثر سلبًا على الأداء الرياضي، حيث قد يؤدي إلى تقصير خطوة العداءات بمقدار 4 سنتيمترات.
كشفت إحدى الدراسات الاستقصائية أن حوالي ربع النساء الرياضيات يعانين من آلام في الثدي أثناء ممارسة الرياضة. ولهذا السبب، يتم تصميم حمالات الصدر الرياضية وفقًا لطبيعة كل رياضة. على سبيل المثال، تم تطوير تصاميم مختلفة لرياضيات التجديف مقارنة بالعدّاءات، نظرًا لأن العدّاءات يتعرضن لصدمات وحركة أكبر، مما يستدعي دعمًا إضافيًا لكل ثدي.
أما بالنسبة للرياضات التي تتطلب الثبات، مثل الرماية التنافسية، فإن الهدف الرئيسي من ارتداء حمالة الصدر الرياضية يكون في بعض الأحيان مجرد منع تداخل حركة الثديين مع أداء الرامية. على سبيل المثال، حصلت لورين لامبرت، الرامية التنافسية، على تصميم خاص لمنع ملامسة ثدييها لسلاحها، حيث إن أي تلامس قد يؤدي إلى استبعادها من المنافسة.

## طالع المزيد
- نهدية